# Tenancingo (El Salvador)
Tenancingo é um município do departamento de Cuscatlán, em El Salvador. Sua população estimada em 2007 era de 6 782 habitantes.